# انکو اریتا
انکو اریتا (انگلیسی: Eneko Arieta; ۲۱ اوت ۱۹۳۳ – ۲۷ دسامبر ۲۰۰۴) بازیکن فوتبال اهل اسپانیا بود.
از باشگاه‌هایی که در آن بازی کرده‌است می‌توان به باشگاه فوتبال اتلتیک بیلبائو اشاره کرد.
وی همچنین در تیم‌های ملی فوتبال اسپانیا، و اسپانیا، بازی کرده‌است.